# Biassono
Biassono (lombardul: Biassòn) település Olaszországban, Lombardia régióban, Monza e Brianza megyében. Lakosainak száma 12 305 fő (2023. január 1.). Biassono Arcore, Lesmo, Lissone, Monza, Vedano al Lambro, Villasanta és Macherio községekkel határos.

## Népesség
A település népességének változása:
| Lakosok száma | 12 041 | 12 201 | 12 164 | 12 305 |
|               | 2013   | 2017   | 2018   | 2023   |